# Eulenspiegel (Magazin)
Der Eulenspiegel ist ein monatlich erscheinendes Humor- und Satiremagazin. Es wird von der Eulenspiegel GmbH in Berlin herausgegeben.

## Geschichte

### 1954 bis zur Wiedervereinigung Deutschlands
Die Zeitschrift ging aus dem Satireblatt Frischer Wind hervor, das seit dem 15. April 1946 unter sowjetischer Presselizenz erschien. Chefredakteur des Frischen Wind war zunächst Lex Ende, ab Herbst 1949 Walter Heynowski. Am 1. Mai 1954 nahm die nun im Vierfarbdruck hergestellte Zeitschrift den Titel Eulenspiegel (bezugnehmend auf Till Eulenspiegel) an, nachdem 1950 die unabhängige, in der Nachkriegszeit sehr erfolgreiche Zeitschrift Ulenspiegel eingestellt worden war. 1954 wurde zudem der Eulenspiegel Verlag gegründet. 1956 wurde Heinz Schmidt Chefredakteur. Obwohl der Eulenspiegel seit Februar 1957 der Abteilung Presselenkung des ZK der SED unterstellt war, wurden manche Ausgaben aufgrund ihrer politischen Brisanz und satirischer Kritik an Versorgungsmängeln in der DDR vor dem Vertrieb vernichtet. Nach der Veröffentlichung einer Ulbricht-Karikatur 1957 wurde der Chefredakteur Heinz H. Schmidt entlassen. Sein Nachfolger wurde 1958 Peter Nelken. Nach dessen Tod wurde Gerhard Nagel Chefredakteur, der es über die Wende und friedliche Revolution in der DDR hinaus bis 1990 blieb.
Mit dem Machtantritt Erich Honeckers 1971, so die Einschätzung der langjährigen Eulenspiegel-Autorin und -filmkritikerin Renate Holland-Moritz, verringerten sich die verbliebenen Freiheiten; es kam zu einer „Flucht in die Humoreske“.

„Der ›Eulenspiegel‹ ist für mich und meine Vorgänger ein originäres Kind der DDR gewesen. Das mit diesem System stand und fiel. Wir waren keine fünfte Kolonne, kein Widerstandsnest. Wir wollten die DDR besser machen …“

Das Blatt erschien bis 1972 im ebenfalls 1954 gegründeten Eulenspiegel-Verlag, der danach zu einem eigenständigen Buchverlag wurde. Der Eulenspiegel war die einzige Satirezeitschrift der DDR. Häufig überstieg die Nachfrage die Auflage, die infolge des Papiermangels auf 500.000 Stück limitiert war.

### Ab 1989
Nach der Wiedervereinigung erwarb die zu diesem Zweck gegründete Eulenspiegel GmbH das Blatt. Aufgrund ökonomischer Erwägungen wechselte das Blatt im August 1991 (mit der Heftnummer 29/91) von einer wöchentlichen zur monatlichen Erscheinungsweise. Die Auflage sank Mitte der 1990er Jahre auf 130.000, 1999 bei 115.000 und lag 2012 bei 120.000 Stück, wobei 80 Prozent der Hefte im Osten Deutschlands verkauft werden. Die beiden Besitzer, Hartmut Berlin und Jürgen Nowak, der 1986 vom Verlag Neues Deutschland zum Eulenspiegel kam, wechselten sich anfangs regelmäßig als Chefredakteur ab. Der Satiriker Bernd Zeller, der 1999 als Nachfolger von Jürgen Nowak vorgesehen war, wurde aufgrund eines kritischen Interviews mit der Berliner Zeitung entlassen. Die bis dahin im Verlagsgebäude Neues Deutschland ansässige Redaktion zog im Januar 2000 in die Gubener Straße 47. Im März 2000 wechselte Jürgen Nowak von der Redaktion in die Verlagsleitung. Von Juli 2009 bis Januar 2019 war Mathias Wedel Hartmut Berlins Nachfolger im Amt des Chefredakteurs. Seit Februar 2019 leitet Gregor Füller die Redaktion.
Besonders in den 1990er Jahren war der Eulenspiegel bekannt für satirische Aktionen, die meist von den damaligen Redakteuren Georg Behrend und André Mielke durchgeführt wurden. So nahmen sie für die Mai-Ausgabe 1993 unter dem Vorwand, ein Panoptikum für die „Köpfe der Wende“ zu eröffnen, einigen Prominenten Gipsabdrücke ihrer Gesichter ab. Zu den Opfern zählten etwa Lutz Rathenow, Gunther Emmerlich, Konrad Weiß, Sabine Bergmann-Pohl und Rainer Eppelmann. Für das Juni-Heft 1995 reisten Mielke und Behrend zusammen mit Martin Sonneborn, der damals Eulenspiegel-Praktikant war, in einem als Castor-Transporter ausgewiesenen LKW durch Deutschland.
In den 1990er Jahren nahmen DDR-Reminiszenzen einen großen Raum ein. Zunächst gelegentlich, zwischen November 1996 und Mai 1999 sogar alle zwei Monate, erschien eine Doppelseite des sogenannten „West-ND“, eine Parodie auf die Tageszeitung Neues Deutschland, die sich an die Leser der „fünfzig neuen Bezirke der DDR (ehemals BRD)“ richtete. Als die Einstellung dieser Reihe im Oktober 1999 angekündigt wurde, wünschten mehrere Leserbriefeschreiber im November- und Dezemberheft – mit Erfolg – eine Fortsetzung. Dem 50. Jahrestag der DDR-Gründung widmete das Oktoberheft 1999 vier, das Novemberheft einen weiteren Beitrag. „Zu Ehren des 3. Oktober 2000“ bewarb der Eulenspiegel ab dem Heft 10/2000 eine 32-seitige Sonderausgabe der ND-Parodie.
Im Frühjahr 1998 hatte die Lausitzer Rundschau als einzige Zeitung die Anzeige «Die „Vereinigte Rechte“ sucht Mitstreiter» veröffentlicht. Zunächst rief ein Eulenspiegelredakteur, der sich als Mitglied der „Kameradschaft Wotan“ ausgab, die Lausitzer Rundschau an, und bedankte sich für den Abdruck. Anschließend schlüpfte er in die Rolle eines fiktiven Sympathisanten und telefonierte mit Mario H. Meurer, dem Bundesvorsitzenden der Vereinigten Rechten, sowie einem weiteren Funktionär. Mario H. Meurer, der die Telefonate mitgeschnitten und der Staatsanwaltschaft Stuttgart überreicht hatte, warf in seinem Brief vom 30. April 1998 dem Eulenspiegel unter anderem Volksverhetzung vor. Das Verfahren wurde eingestellt; die am gleichen Tag eingereichte Beschwerde beim Deutschen Presserat hatte allerdings Erfolg. Auf seiner Sitzung am 14. Juli 1998 entschied der Deutsche Presserat, dass die Beschwerde der Vereinigten Rechte begründet und die verdeckte Recherche des Eulenspiegels nicht gerechtfertigt ist, da die damit beschafften Informationen nicht von besonderem öffentlichem Interesse waren.

## Prozesse
Franziska van Almsick, die schwanger auf dem Titelbild 4/94 abgebildet worden war, verklagte den Eulenspiegel. Eine außergerichtliche Einigung wurde erreicht; das entsprechende Heft darf seit dem 27. April 1994 nicht mehr verkauft werden. Im März 1996 verklagte Bärbel Bohley das Satiremagazin, das eine „miese Porno-Montage mit Kanzler Kohl“ auf seinem Titelblatt abgedruckt hatte, auf 100.000 DM Schadensersatz. Die satirische Darstellung, die ein größeres Echo sowohl in den Medien als auch bei Politikern hervorrief und vom Deutschen Presserat gerügt wurde, spielte auf das Treffen ehemaliger DDR-Bürgerrechtler mit dem Kanzler in Berlin an. Aufgrund eines Vergleiches vor dem Landgericht Hamburg zahlte der Eulenspiegel schließlich 20.000 DM an Bohley. In den folgenden Heftnummern wurde diese Affäre mehrfach ironisch aufgegriffen. Der katholische Journalist Matthias Drobinski erwirkte im Juli 2013 eine einstweilige Verfügung gegen den Eulenspiegel, weil er in einem Artikel mit Homosexualität in Verbindung gebracht wurde. Alle Hefte der August-Ausgabe mussten aus dem Handel genommen werden und dürfen nur noch in einer geschwärzten Version verkauft werden.

## Autoren und Zeichner
Einer der langjährigen Hauptautoren des Eulenspiegels war Johannes Conrad. Sein Stil prägte den Eulenspiegel über Jahrzehnte. Er wurde auch der „Woody Allen des DDR-Humors“ genannt. Seine „Funzel“-Kolumnen waren beim breiten Publikum beliebt und auch in Satirekreisen sehr bekannt. Weitere populäre Autoren waren Otto Häuser, Lothar Kusche, C. U. Wiesner, Jochen Petersdorf, Wolfgang Mocker, Hansgeorg Stengel, Matthias Biskupek und Renate Holland-Moritz. Aktuelle Autoren sind unter anderem, Utz Bamberg, Matti Friedrich, Gerhard Henschel, Peter Köhler, Carlo Dippold, Guido Pauly, Gregor Olm, Erik Wenk, Michael Kaiser, Felice von Senkbeil, Robert Niemann, Atze Svoboda, Andreas Koristka.
Zu den bedeutendsten Zeichnern gehörten Heinz Jankofsky, Henry Büttner, Louis Rauwolf, Manfred Bofinger, Erich Schmitt, Peter Dittrich, Harald Kretzschmar, Heinz Behling, Kurt Klamann und Carl Sturtzkopf. Folgende Zeichner sind aktuell regelmäßig mit Cartoons und Zeichnungen vertreten: BECK, Harm Bengen, Lo Blickensdorf, Peter Butschkow, Arno Funke, Burkhard Fritsche, Gerhard Glück, Barbara Henniger, Frank Hoppmann, Rudi Hurzlmeier, Katz und Goldt, Kriki, Uwe Krumbiegel, Peter Muzeniek, Oliver Ottitsch, Ari Plikat, Bernd Pohlenz, André Poloczek, Andreas Prüstel, Erich Rauschenbach, Hannes Richert, Horst Schrade, Reiner Schwalme, Guido Sieber, Klaus Stuttmann, Peter Thulke, Freimut Wössner und Martin Zak.

## Sonderausgaben
Neben drei Sammelbänden, die die Jahre 1954 bis 1969, 1970 bis 1979, und 1980 bis 1990 zusammenfassen, erschienen in den letzten 15 Jahren unregelmäßig Sonderausgaben, zum Beispiel die oben genannte Parodie auf das Neue Deutschland, ein Rätselheft oder ein Sonderheft zur Fußball-WM 2006.